# K-League-Junior-Meisterschaft 2017
Die K-League-Junior-Meisterschaft 2017 war die 3. Austragung des Fußball-Pokalwettbewerbs für südkoreanische Vereinsmannschaften der K League Junior gewesen. Den Ligapokal gewann die U-18 von Pohang Steelers.
Das Pokalturnier begann am 22. Juli und endete am 3. August 2017 mit dem Finalspiel. Die Spiele wurden auf den Yangdeok-Stadion Platz 1-, Platz 2- und Platz 3, sowie auf den Honghae- und Cheongrim-Sportplatz  ausgetragen. Das Finale wurde im Steel-Yard-Stadion ausgetragen. Das Turnier fand in und um Pohang statt.

## Teilnehmende Mannschaften
Am Pokalturnier nehmen die K-League-Junior-Mitglieder teil.
| K League Junior die 21 Vereine der K League Junior 2017 |
| - Suwon Samsung Bluewings - Pohang Steelers - Daegu FC - FC Seoul - Ulsan Hyundai - Bucheon FC 1995 - Busan IPark - Daejeon Citizen - Seongnam FC - Incheon United - Gyeongnam FC - Jeju United - Jeonnam Dragons - Sangju Sangmu FC - Gwangju FC - Seoul E-Land FC - Suwon FC - Ansan Greeners FC - Gangwon FC - FC Anyang - Jeonbuk Hyundai Motors |

## Modus
Die Mannschaften sind in insgesamt drei 4er Gruppen und in drei 3er Gruppen eingeteilt gewesen. In den 4er Gruppen wurden drei und in den 3er Gruppen wurden zwei Spieltage ausgetragen. Die besten drei aus den 4er Gruppen, qualifizierten sich direkt für die K.-o.-Runde. Die Viertplatzierten aus den 4er Gruppen standen zudem im Direktvergleich. Dessen Bestplatzierte qualifizierte sich für die K.-o.-Runden.

## Gruppenphase

### Gruppe A
| Pl. | Verein                  | Sp. | S | U | N | Tore    | Diff. | Punkte |
| --- | ----------------------- | --- | - | - | - | ------- | ----- | ------ |
| 1.  | Pohang Steelers         | 3   | 3 | 0 | 0 | 009:300 | +6    | 09     |
| 2.  | FC Seoul                | 3   | 1 | 1 | 1 | 003:300 | ±0    | 04     |
| 3.  | Suwon Samsung Bluewings | 3   | 1 | 1 | 1 | 003:500 | −2    | 04     |
| 4.  | Daegu FC                | 3   | 0 | 0 | 3 | 003:700 | −4    | 0      |

### Gruppe B
| Pl. | Verein          | Sp. | S | U | N | Tore    | Diff. | Punkte |
| --- | --------------- | --- | - | - | - | ------- | ----- | ------ |
| 1.  | Ulsan Hyundai   | 3   | 3 | 0 | 0 | 008:100 | +7    | 09     |
| 2.  | Busan IPark     | 3   | 2 | 0 | 1 | 008:600 | +2    | 06     |
| 3.  | Daejeon Citizen | 3   | 1 | 0 | 2 | 001:400 | −3    | 03     |
| 4.  | Bucheon FC 1995 | 3   | 0 | 0 | 3 | 002:800 | −6    | 0      |

### Gruppe C
| Pl. | Verein         | Sp. | S | U | N | Tore    | Diff. | Punkte |
| --- | -------------- | --- | - | - | - | ------- | ----- | ------ |
| 1.  | Jeju United    | 3   | 3 | 0 | 0 | 004:100 | +3    | 09     |
| 2.  | Seongnam FC    | 3   | 2 | 0 | 1 | 004:200 | +2    | 06     |
| 3.  | Incheon United | 3   | 0 | 1 | 2 | 002:400 | −2    | 01     |
| 4.  | Gyeongnam FC   | 3   | 0 | 1 | 2 | 002:500 | −3    | 01     |

### Gruppe D
| Pl. | Verein           | Sp. | S | U | N | Tore    | Diff. | Punkte |
| --- | ---------------- | --- | - | - | - | ------- | ----- | ------ |
| 1.  | Gwangju FC       | 2   | 2 | 0 | 0 | 005:200 | +3    | 06     |
| 2.  | Jeonnam Dragons  | 2   | 1 | 0 | 1 | 004:400 | ±0    | 03     |
| 3.  | Sangju Sangmu FC | 2   | 0 | 0 | 2 | 002:500 | −3    | 0      |

### Gruppe E
| Pl. | Verein            | Sp. | S | U | N | Tore    | Diff. | Punkte |
| --- | ----------------- | --- | - | - | - | ------- | ----- | ------ |
| 1.  | Suwon FC          | 2   | 1 | 1 | 0 | 004:300 | +1    | 04     |
| 2.  | Ansan Greeners FC | 2   | 1 | 0 | 1 | 002:200 | ±0    | 03     |
| 3.  | Seoul E-Land FC   | 2   | 0 | 1 | 1 | 004:500 | −1    | 01     |

### Gruppe F
| Pl. | Verein                 | Sp. | S | U | N | Tore    | Diff. | Punkte |
| --- | ---------------------- | --- | - | - | - | ------- | ----- | ------ |
| 1.  | Jeonbuk Hyundai Motors | 2   | 0 | 2 | 0 | 005:500 | ±0    | 02     |
| 2.  | Gangwon FC             | 2   | 0 | 2 | 0 | 004:400 | ±0    | 02     |
| 3.  | FC Anyang              | 2   | 0 | 2 | 0 | 003:300 | ±0    | 02     |

### Direktvergleich der Drittplatzierten aus den Gruppen A bis C
| Pl. | Verein          | Sp. | S | U | N | Tore    | Diff. | Punkte |
| --- | --------------- | --- | - | - | - | ------- | ----- | ------ |
| 1.  | Gyeongnam FC    | 3   | 0 | 1 | 2 | 002:500 | −3    | 01     |
| 2.  | Daegu FC        | 3   | 0 | 0 | 3 | 003:700 | −4    | 0      |
| 3.  | Bucheon FC 1995 | 3   | 0 | 0 | 3 | 002:800 | −6    | 0      |

## K.-o.-Runde

### Achtelfinale
Das Achtelfinale wurde am 28. Juli 2017 ausgetragen.
|                        | Ergebnis        |                         |
| ---------------------- | --------------- | ----------------------- |
| Jeonbuk Hyundai Motors | 1:2             | Daejeon Citizen         |
| Gwangju FC             | 1:1 (4:5 i. E.) | Suwon Samsung Bluewings |
| Jeju United            | 3:3 (6:5 i. E.) | Busan IPark             |
| Seongnam FC            | 4:0             | Gangwon FC              |
| Suwon FC               | 0:4             | Incheon United          |
| Ulsan Hyundai          | 1:3             | Gyeongnam FC            |
| Pohang Steelers        | 2:1             | Jeonnam Dragons         |
| Ansan Greeners FC      | 0:4             | FC Seoul                |

### Viertelfinale
Das Viertelfinale wurde am 30. Juli 2017 ausgetragen.
|                 | Ergebnis        |                         |
| --------------- | --------------- | ----------------------- |
| Daejeon Citizen | 0:4             | Suwon Samsung Bluewings |
| Jeju United     | 1:3             | Seongnam FC             |
| Incheon United  | 1:1 (6:5 i. E.) | Gyeongnam FC            |
| Pohang Steelers | 2:0             | FC Seoul                |

### Halbfinale
Das Halbfinale wurde am 1. August 2017 ausgetragen.
|                         | Ergebnis        |                 |
| ----------------------- | --------------- | --------------- |
| Suwon Samsung Bluewings | 0:0 (4:5 i. E.) | Seongnam FC     |
| Incheon United          | 1:1 (4:5 i. E.) | Pohang Steelers |

### Finale
Das Finale wurde am 3. August 2017 im Steel-Yard-Stadion ausgetragen.
|             | Ergebnis |                 |
| ----------- | -------- | --------------- |
| Seongnam FC | 0:2      | Pohang Steelers |

## Statistik

### Torschützenliste
Bei gleicher Anzahl von Treffern sind die Spieler alphabetisch geordnet.
| Platz | Spieler        | Mannschaft             | Tore |
| ----- | -------------- | ---------------------- | ---- |
| 01    | Bae Ho-jun     | Pohang Steelers        | 5    |
| 0     | Kim Jin-hyeon  | Pohang Steelers        | 4    |
| 0     | Park Tae-jun   | Pohang Steelers        | 4    |
| 03    | Park Seong-jin | Gwangju FC             | 3    |
| 0     | Lee Seong-yun  | Jeonbuk Hyundai Motors | 3    |